# Tierhortung
Tierhortung (auch: Tiersammelsucht, englisch animal hoarding) ist das krankhafte Sammeln und Halten von Tieren.
Als Animal Hoarder oder Tierhorter werden Personen bezeichnet, die eine Vielzahl von Tieren halten, ohne die Mindestanforderungen an Nahrung, Hygiene oder tierärztlicher Versorgung gewährleisten zu können. Betroffene Personen sind nicht mehr in der Lage, auf die Haltungsmängel und die negativen Auswirkungen auf die Gesundheit und das Wohlbefinden der eigenen Person oder der Haushaltsmitglieder zu reagieren.
In den USA sind über 3000 Fälle jährlich mit hunderttausenden Tieren belegt. Eine Umfrage im Jahr 2011 in deutschen Veterinärämtern ergab über 500 Fälle mit mehr als 50.000 Tieren. Anhand der Erhebungen des Deutschen Tierschutzbunds wurden zwischen 2012 und 2021 437 Fälle mit 30.577 Tieren ermittelt.
Nach der zugrundeliegenden Motivation unterscheidet man vier Typen von Tierhortern: den übertriebenen Pfleger, den Rettertyp, den Züchtertyp und den Ausbeutertyp. Abgesehen vom Züchtertyp leiden Tierhorter häufig an psychischen Störungen, die Tierhortung ist aber keiner spezifischen Störung zuzuordnen. Problematisch ist die Tiersammelsucht vor allem für die gehaltenen Tiere, die häufig Erkrankungen, Parasiten, Unterernährung und Verhaltensstörungen zeigen. Die Verfolgung solcher Verstöße gegen das Tierschutzrecht obliegt in Deutschland den Veterinärämtern. Auflagen und Strafen werden aber häufig umgangen oder zeigen nur kurzzeitige Wirkung. Die Einsicht des Tierhorters und gegebenenfalls eine psychologische Betreuung sind zur Lösung solcher Problemfälle meist unverzichtbar.

## Definition

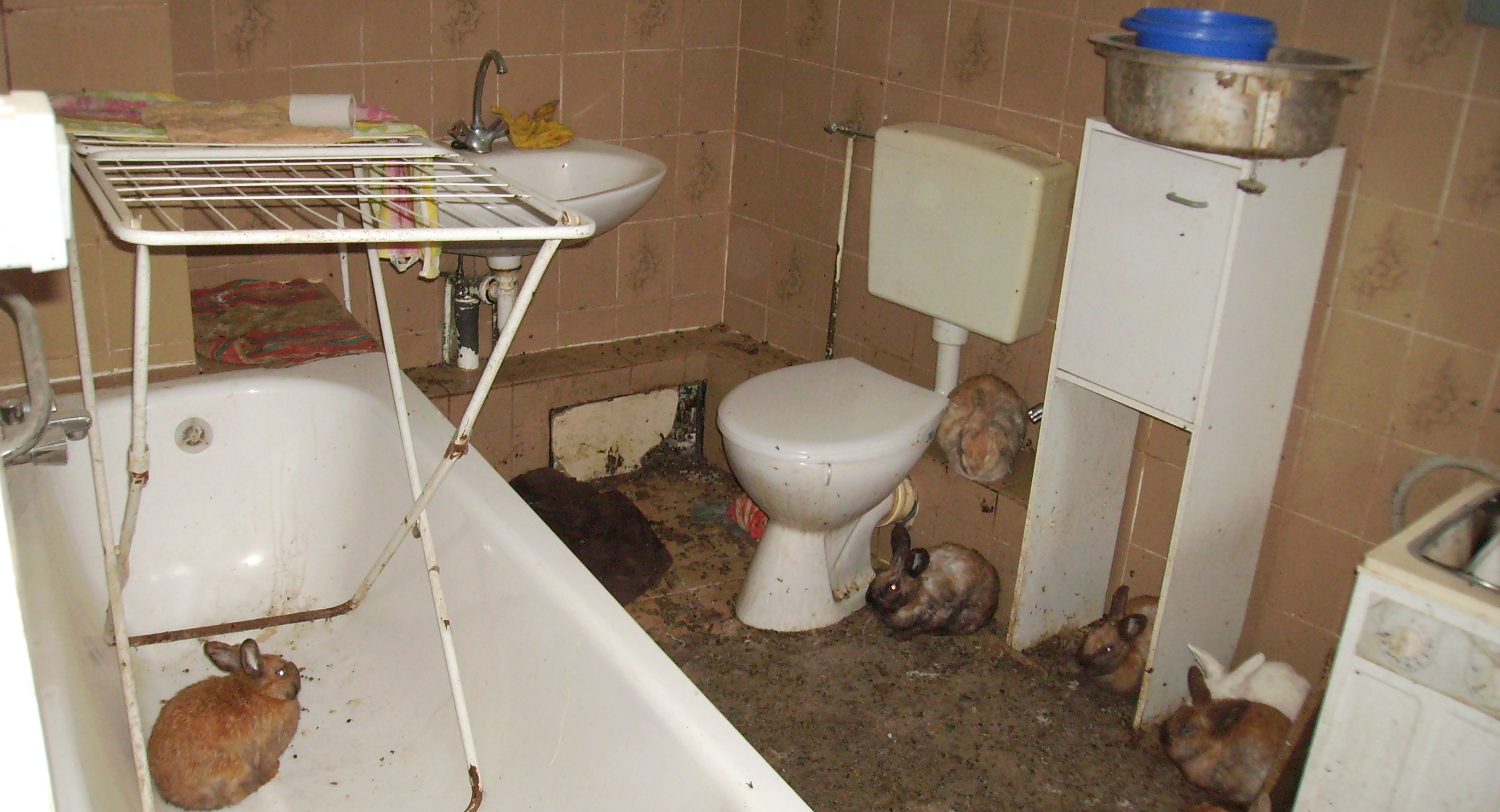
Hortung von Hauskaninchen

Tierhortung ist das Ansammeln von Tieren mit vier Grundeigenschaften:
1. Unterschreiten der Mindestanforderungen an Hygiene, Platz, Ernährung und tierärztlicher Versorgung für die Tiere
2. Unfähigkeit zum Erkennen der Auswirkungen dieser Mängel auf Tiergesundheit, Haushaltsmitglieder und Umwelt
3. der obsessive Versuch, die Tieransammlung aufrechtzuerhalten oder gar auszubauen, trotz sich zusehends verschlechternder Bedingungen
4. Leugnung oder Bagatellisierung der Probleme für die Tiere und gegebenenfalls auch für die Menschen im Haushalt.

Die Tierhortung wurde erstmals 1981 auf der Basis von 31 Fällen in New York City wissenschaftlich beschrieben. Zuvor schilderte der französische Schriftsteller Paul Léautaud (1871–1956) in seinen Tagebüchern sein krankhaftes Mitleid mit Tieren, das schließlich dazu führte, dass er mit 38 Katzen, 22 Hunden, einer Ziege und einer Gans in seinem Haus lebte.
1997 wurde in Massachusetts das Hoarding of Animals Research Consortium (HARC) gegründet. Diese interdisziplinär besetzte Arbeitsgruppe beschäftigt sich mit der Erforschung psychologischer und soziologischer Aspekte, der Häufigkeit des Vorkommens sowie der Ausarbeitung von Handlungsstrategien. Auch die Akademie für Tierschutz des Deutschen Tierschutzbundes hat 2008 eine interdisziplinäre Arbeitsgruppe zur Tierhortung ins Leben gerufen.

## Ursachen
Patronek und Mitarbeiter unternahmen 2006 den Versuch, die Tierhorter nach der zugrundeliegenden Motivation in vier Typen zu klassifizieren:
- Überforderter Pfleger (Overwhelmed Caregiver): Er sammelt meist passiv Tiere an, zunächst in einer beherrschbaren Anzahl. Zumeist handelt es sich um Menschen, die durch persönliche Probleme wie Verlust des Arbeitsplatzes oder des Lebenspartners oder Gesundheitsprobleme anfangen, Tiere anzusammeln, die sie als Familienmitglieder betrachten. Sie tendieren zu psychischen Störungen der Achse 1 nach dem Diagnostic and Statistical Manual of Mental Disorders (DSM-IV). Der übertriebene Pfleger ist zumeist in der Lage, die beginnende Überforderung und die daraus resultierenden Probleme zu erkennen. Die Probleme werden eher bagatellisiert als ignoriert. Er ist meist sozial isoliert und lebt zurückgezogen. Gegenüber Behörden ist er meist einsichtig und kooperativ.
- Rettertyp (Rescuer Hoarder): Er hat einen missionarischen Drang zur Rettung von Tieren, beispielsweise vor einer Einschläferung, der schließlich zu einer Zwangsstörung wird. Rettertypen sammeln eher aktiv Tiere an, ebenfalls in einer zunächst beherrschbaren Anzahl. Diese wächst ihnen später so über den Kopf, dass die minimal erforderliche Pflege nicht mehr aufrechterhalten werden kann. Es handelt sich meist um Personen, die sozial nicht isoliert sind. Gegenüber Behörden verhält sich der Rettertyp abweisend und versucht, sein Tun zu verschleiern.
- Züchtertyp (Breeder Hoarder): Er züchtet zunächst Tiere für den Verkauf oder für Ausstellungen. Die Zahl der Tiere nimmt dann so zu, dass keine adäquate Haltung mehr gewährleistet ist. Tiere werden meist nicht in der Wohnung gehalten und die Lebensbedingungen der Person und ihrer Familie sind nicht beeinträchtigt. Die Einsicht in die entstehenden Probleme ist meist moderat vorhanden.
- Ausbeutertyp (Exploiter Hoarder): Er sammelt Tiere allein zur Befriedigung eigener Bedürfnisse und empfindet Empathie weder für Tiere noch für Menschen. Der Ausbeutertyp ist Soziopath oder leidet an einer Persönlichkeitsstörung. Er fühlt sich als Experte und hat einen starken Kontrollzwang. Probleme der Tierhortung werden nicht erkannt oder bewusst ignoriert, gegenüber Behörden verhält er sich stark ablehnend und ist damit am schwierigsten zu betreuen.

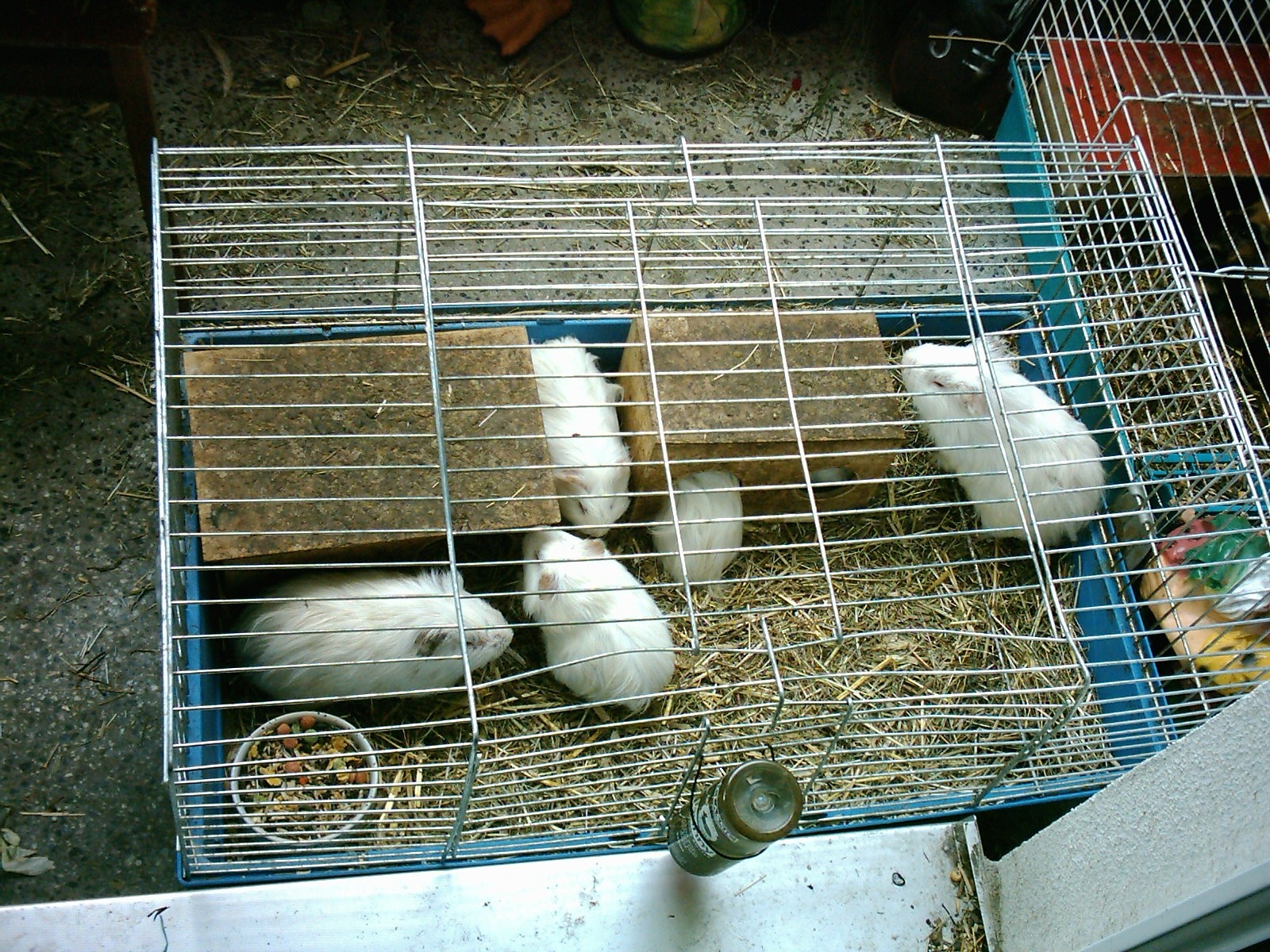
Beginnendes Horten: Hygiene und Ernährung sind hier noch weitestgehend aufrechterhalten, der Käfig ist jedoch deutlich überbesetzt.

Von Patronek und Mitarbeitern wird noch der „beginnende Horter“ (Incipient Hoarder) beschrieben. Bei ihm ist noch ein Mindestmaß an Pflege der Tiere vorhanden, er erkennt Mängel und versucht sie aktiv abzustellen. Es besteht jedoch die Gefahr, dass die Tierhaltung plötzlich entgleist und sich die Zustände dramatisch verschlechtern.

Diese Klassifizierung zeigt, dass verschiedene psychische Störungen, aber auch andere Ursachen zu einer Tiersammelsucht führen können. Sie ist also eher ein Symptom als eine eigenständige psychische Erkrankung. Daher ist die Tierhortung nicht explizit in den Krankheitsschlüsseln des DSM-IV und der Internationalen statistischen Klassifikation der Krankheiten und verwandter Gesundheitsprobleme (ICD-10) aufgeführt. Obwohl verschiedene psychologische Modelle herangezogen wurden, um die Tierhortung zu erklären, steckt die Forschung zu diesem Phänomen immer noch in den Kinderschuhen. Es gibt Parallelen zum Sammeln unbelebter Objekte (Messie-Syndrom) und zum Vermüllungssyndrom (Diogenes-Syndrom). Bis zu ein Drittel der Hortungsfälle betreffen Tiere, allerdings können Tiere einen erheblichen materiellen Wert besitzen und werden von einem Teil der Tierhorter sogar als Familienmitglieder betrachtet. Diese enge Bindung an die gehorteten Tiere, teilweise gepaart mit einem missionarischen Retterdrang, sowie die Interaktionen zwischen Horter und seinen Tieren unterscheiden ihn deutlich von einem „Messie“. Viele Tierhorter nehmen sich selbst positiv als Samariter wahr, was für eine Ich-syntone Störung spricht. In der neueren Literatur wird die Tierhortung stärker als Begleiterscheinung der Selbstvernachlässigung Erwachsener (adult self-neglect) aufgefasst.
In einer Umfrage bei deutschen Veterinärämtern waren nach Einschätzung der Amtstierärzte der Rettertyp und der Typ des übertriebenen Pflegers mit je etwa 40 % am häufigsten vertreten. Der Züchtertyp wurde in 35 % der Fälle, der Ausbeutertyp in 13 % der Fälle zugeordnet. Hier waren Mehrfachnennungen möglich, da es durchaus möglich ist, dass ein Tierhorter Charakteristika mehrerer Typen zeigt. Im Gegensatz zu anderen Formen der Tierquälerei entsteht das Leiden für die Tiere beim Tierhorten durch Wahrnehmungsverlust gegenüber den sich verschlechternden Bedingungen, die eigentliche Absicht des Tierhorters besteht nicht darin, dem Tier Schaden zuzufügen.

## Art und Umfang der problematischen Tierhaltungen
Betroffene Tierarten und das Ausmaß der Tierhortung sind bislang in zwei Studien systematisch untersucht worden, wobei mit einer erheblichen Dunkelziffer gerechnet werden muss, da zum einen nur den Behörden zur Kenntnis gelangte Fälle erfasst werden können und zum anderen datenschutzrechtliche Bedenken seitens der Behörden die wissenschaftliche Aufbereitung erschweren.

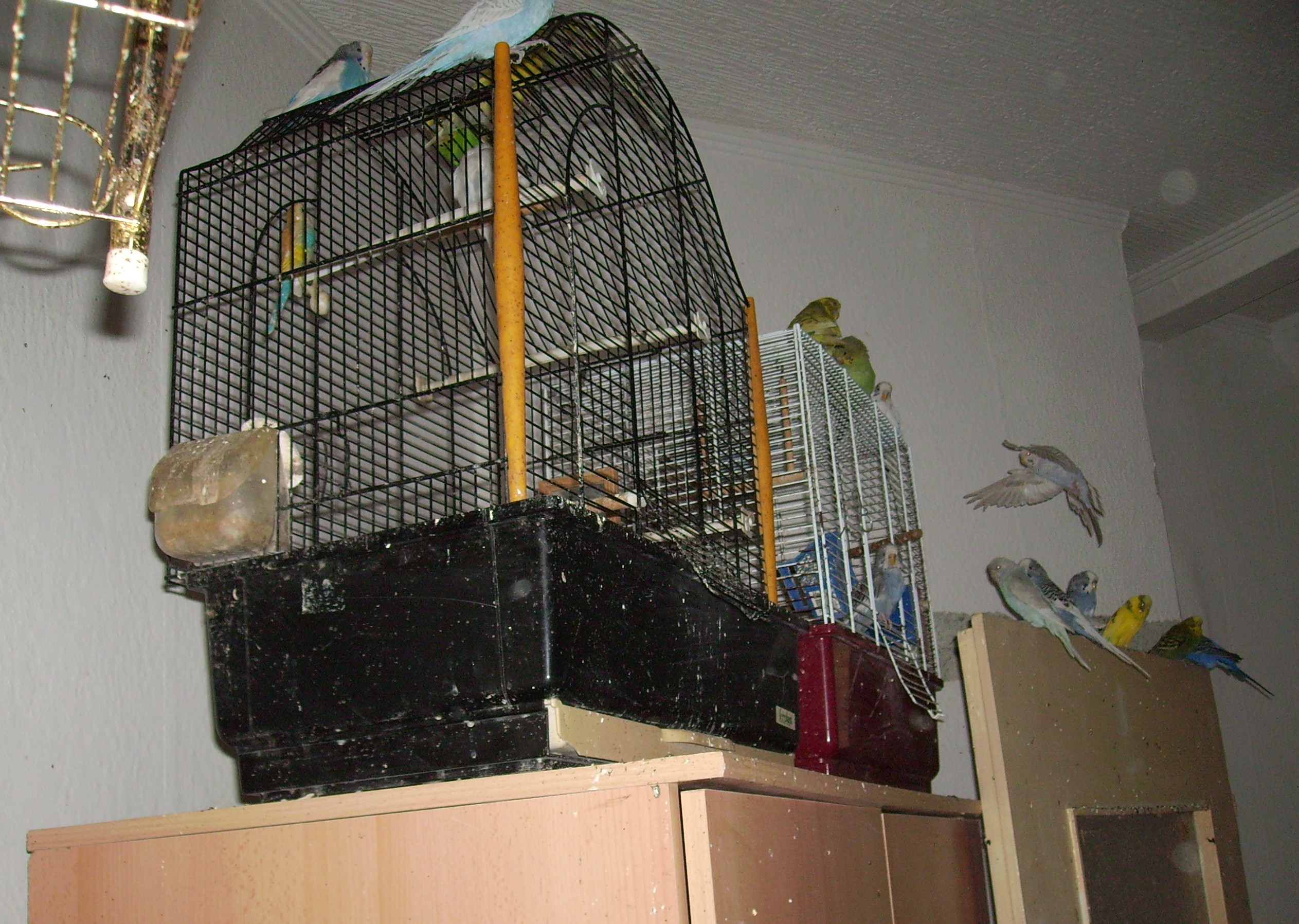
Die Hygienemängel dieser Wellensittichhaltung erstreckten sich bis in den Wohnbereich des Tierhorters.

Eine 2011 vorgelegte Studie auf der Basis von Befragungen deutscher Veterinärämter listet über 500 Fälle mit insgesamt über 50.000 Tieren. Etwa die Hälfte der Fälle waren Haltungen von bis zu drei Tierarten, im Extremfall wurden 20 Tierarten gehalten. Das Tierartenspektrum umfasste alle Haustiere, aber auch Vögel, Reptilien, Amphibien und Wildtiere. Besonders häufig waren Haltungen von Hauskatzen auffällig, gefolgt von Haushunden. Die durchschnittliche Bestandsgröße betrug 105 Tiere, im Extremfall 3000 Tiere. Die höchsten Tierzahlen wurden in Beständen von Nagetieren ermittelt, die aufgrund der hohen Vermehrungsrate schnell anwachsen. In etwa der Hälfte der Fälle hatten die Tierhalter keine Kenntnisse zur genauen Tierzahl und zur Identität der Tiere. Allein in Nordrhein-Westfalen haben die Veterinärämter in 10 Jahren bis 2020 354 Fälle mit fast 10.000 Tieren registriert.
Eine retrospektive Studie in den Vereinigten Staaten konnte 54 Fälle aus den Jahren von 1992 bis 1996 auswerten. Die Zahl jährlicher Fälle in den Vereinigten Staaten wurde anhand des Datenmaterials auf 700 bis 2000 geschätzt. Die mittlere Tierzahl betrug 39, nur in vier Fällen überstieg die Tierzahl 100. Auch in den Vereinigten Staaten sind Katzen- und Hundehaltungen am häufigsten betroffen. Aktuelle Fallmeldungen zeigen eine deutliche Zunahme des Tierhortens. Zwischen 2000 und 2006 wurde ein Anstieg um das Fünffache beobachtet, in den USA werden derzeit jährlich etwa 3000 Personen auffällig, wobei hunderttausende Tiere betroffen sind.

## Soziologische Aspekte
Die Mehrzahl der Tierhorter sind weiblich, in den USA etwa drei Viertel, in Deutschland knapp zwei Drittel. Die größten Tierzahlen wurden in Deutschland aber vor allem bei Männern beobachtet, wobei dies vor allem landwirtschaftliche Nutztiere, Nager, Vögel und Reptilien betraf.
Zumeist gehören Tierhorter der älteren Generation an. In der US-amerikanischen Studie waren fast die Hälfte der Tierhorter über 60 Jahre alt. In der deutschen Studie zeigte sich tendenziell ein etwas jüngeres Alter: Das Durchschnittsalter betrug 50 Jahre, die Mehrheit der Betroffenen war zwischen 40 und 50 Jahre alt. Diese Differenz wird dadurch erklärt, dass der Übergang von der Nachkriegszeit zur Generation der Baby-Boomer in den USA etwa 10 Jahre früher stattfand.
Während in den USA 72 % der Tierhorter allein lebten, waren es in Deutschland nur etwa 45 %. In 39 % der deutschen Fälle war ein Lebenspartner vorhanden, bei etwa einem Viertel der Tierhorter lebten Kinder mit im Haushalt. Die Mehrheit der Tierhorter lebte in Gehöften oder Einfamilienhäusern. Drei Viertel von ihnen übten keinen Beruf aus (Rentner, Arbeitslose). Ein Zusammenhang mit dem Bildungsniveau konnte nicht ermittelt werden.

## Tiergesundheit und hygienische Bedingungen

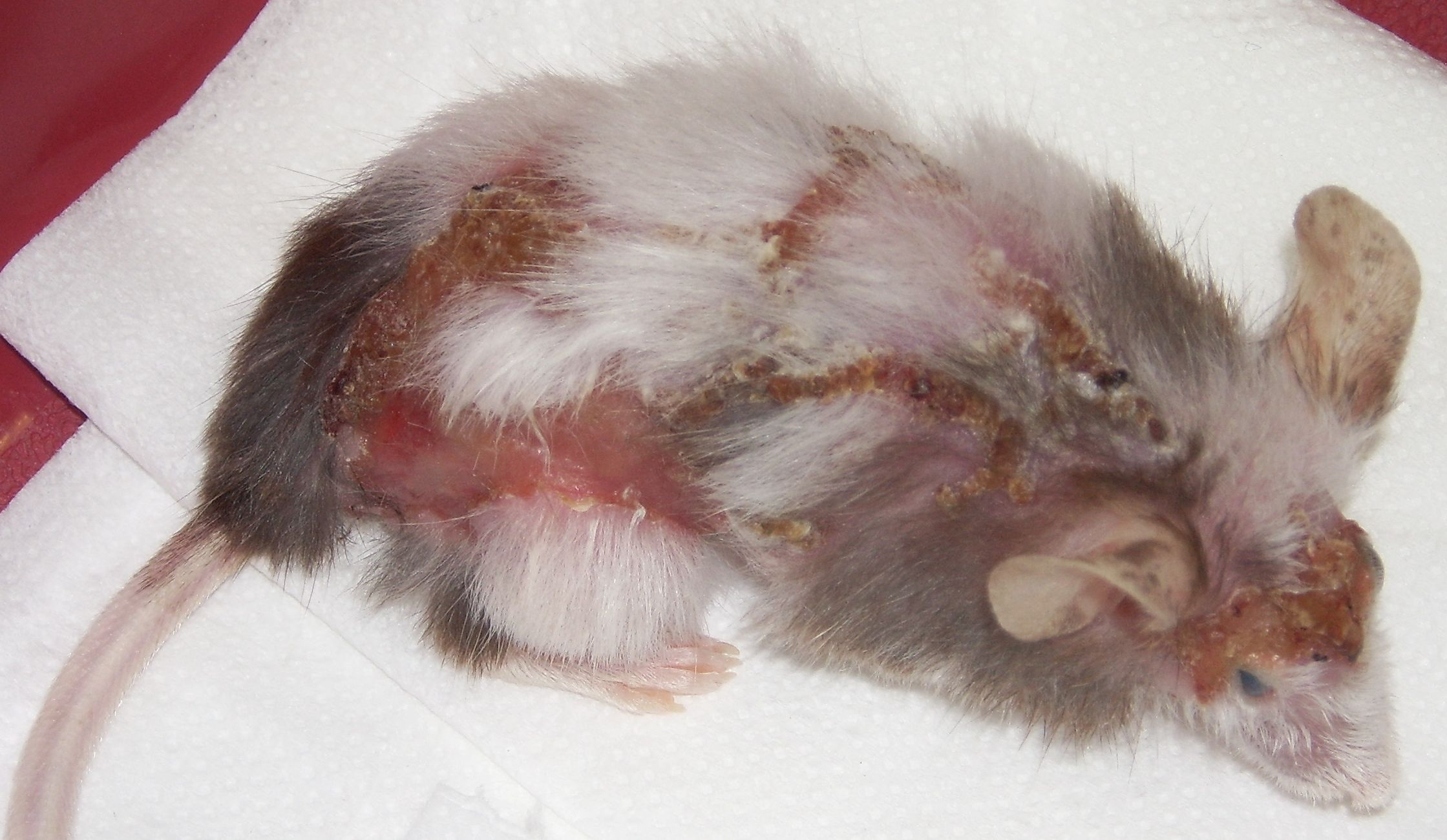
Parasitenbefall (hier eine Maus mit Räude) wird etwa in der Hälfte der Tierhortungen beobachtet.

Etwa 80 % der gemeldeten Fälle zeigte erhebliche Hygiene- und Gesundheitsmängel. Häufigste Mängel waren in Deutschland Erkrankungen (60 %), Parasitenbefall (50 %), Unterernährung (42 %), Verletzungen (28 %) und Verhaltensstörungen (27 %, vor allem Deprivationsstörungen). In fast einem Drittel der Bestände wurden tote Tiere aufgefunden, in der US-amerikanischen Studie sogar in 60 % der Fälle.
Mit Kot und Urin verschmutzte Böden und Geruchsbelästigungen waren in der deutschen Studie die häufigsten Hygienemängel, die sich bei 45 % der Fälle bis in den menschlichen Wohnbereich erstreckten. Vor allem bei Katzenhaltungen war nach der Räumung eine Kernsanierung oder gar ein Gebäudeabriss nötig. In zwei Drittel der Fälle war das Platzangebot für die Tiere nicht ausreichend.
Geruchsbelästigung und Hygienemängel sind in den USA mit Abstand der häufigste Grund für die Anzeige von Tierhortungen bei Behörden. Sie erfolgt in mehr als der Hälfte der Fälle durch Nachbarn, in etwa einem Fünftel durch Sozialdienste. In Deutschland sind es vor allem exzessive Tierzahlen (52 %), gefolgt von Geruchsbelästigungen (35 %) und Unsauberkeit (31 %), die zur Anzeige führen. In mehr als einem Drittel der Fälle sind es besorgte Nachbarn, die Anzeige erstatten. Selten stammen Anzeigen aus dem engeren Verwandtschafts- und Freundeskreis.
Gefahren für den Tierhorter und gegebenenfalls seine Familie sind auf den Menschen übertragbare Krankheiten (Zoonosen) und Parasiten sowie die hohe Ammoniakbelastung der Luft.

## Behördliche Maßnahmen

### Rechtsgrundlagen
Die Haltung von Tieren unterliegt in den meisten Ländern gesetzlichen Bestimmungen, vor allem dem Tierschutzrecht. Die Haltung von landwirtschaftlichen Nutztieren unterliegt darüber hinaus auch der Tierseuchengesetzgebung. Nach § 2 des deutschen Tierschutzgesetzes (TierSchG) beziehungsweise Artikel 6 des eidgenössischen Tierschutzgesetzes muss jeder Tierhalter sein Tier angemessen ernähren, pflegen und unterbringen. Ähnlich verbietet das österreichische Bundesgesetz über den Schutz der Tiere in § 5 jegliche Form der Tierquälerei einschließlich mangelnder Unterbringung, Ernährung und Betreuung. Zudem gelten in Deutschland verschiedene Bundes- und Landesverordnungen mit spezifischen Bestimmungen für das Halten und Züchten von Tieren. Dazu gehören die Tierschutz-Nutztierhaltungsverordnung und die Tierschutz-Hundeverordnung. Verstöße gegen das Tierschutzgesetz sind in jedem Fall vom zuständigen Veterinäramt zu verfolgen. Die zuständige Behörde hat gemäß § 16a TierSchG das Recht, Tierhaltungsverstöße durch Anordnungen oder Maßnahmen zu beseitigen sowie die notwendigen Maßnahmen zu treffen, um künftige Verstöße abzuwenden. Jede Haltung landwirtschaftlicher Nutztiere ist in Deutschland bei der Tierseuchenkasse des jeweiligen Bundeslandes anzumelden.

### Amtlich eingeleitete Maßnahmen und Erfolgsquoten
In der deutschen Studie wurde den Amtstierärzten nur in 54 % der Fälle freiwillig Zutritt zu den entsprechenden Örtlichkeiten gewährt, ein Viertel der Tierhorter gestattete nur Zutritt zu Teilbereichen. Die restlichen Fälle konnten erst mit einer richterlichen Verfügung besichtigt werden.
In fast 87 % wurden schriftliche Verfügungen oder Auflagen gemäß § 16a TierSchG erteilt. In zwei Drittel der Fälle wurde die maximale Tierzahl begrenzt, in 41,5 % der Fälle ein meist befristetes Tierhalteverbot gemäß § 20a Abs. 1 TierSchG vorläufig oder richterlich angeordnet. Weitere Auflagen waren das Abgeben eines Teiles des Tierbestands, Maßnahmen zur Verbesserung des Pflege-, Ernährungs- und Hygienezustands, tierärztliche Behandlungen, die Entsorgung von Tierkadavern, Schädlingsbekämpfungsmaßnahmen sowie Quarantäneauflagen. In knapp 44 % der Fälle musste ein Gerichtsverfahren eingeleitet werden, von denen aber lediglich ein Fünftel mit einem Urteil endete. Hier wurden Geldstrafen, in schweren Fällen auch Freiheitsstrafen von bis zu acht Monaten mit Aussetzung auf Bewährung, in Wiederholungsfällen auch Haftstrafen bis zu elf Monaten ohne Bewährung verhängt. In der Hälfte der Fälle wurde der Tierbestand sichergestellt oder beschlagnahmt.
Nur in 45 % der Fälle führten die ergriffenen Maßnahmen zumindest zu einer zeitweisen Verbesserung der Bedingungen. Ein Fünftel der Tierhorter nahm trotz Auflagen weitere Tiere auf. Tierhalteverbote wurden teilweise durch das Horten anderer Tierarten unterlaufen. Ein Viertel der Tierhorter entzog sich den Auflagen und Kontrollen durch Umzug in einen anderen Amtsbereich, bei einem Fünftel ließ sich der neue Aufenthaltsort nicht einmal ermitteln. Über 43 % der Tierhorter waren zuvor bereits mindestens einmal auffällig geworden, so dass von einer großen Rückfallgefahr auszugehen ist.
Ein ähnliches Repertoire an Auflagen und Verfahren wird in den USA praktiziert. Etwa ein Viertel der Tierhorter wurde unter behördliche Aufsicht gestellt, 17 % wurden gerichtlich verurteilt, 24 % wurden psychiatrisch beurteilt. Zeitweilige Haltungsverbote oder Auflagen zur Begrenzung der Tierzahl werden häufig ausgesprochen, aber auch in den USA von manchem Tierhorter geschickt umgangen. In schweren Fällen werden auch Freiheitsstrafen verhängt. Dies sieht Patronek aber eher kritisch, weil ein eigentlich soziales oder mentales Problem kriminalisiert wird und eine Haft nicht nur teuer, sondern auch noch ungeeignet zur Lösung des Problems ist.
Diese Ergebnisse zeigen, dass Zwangs- und Strafmaßnahmen nur bedingt Erfolge erzielen. Zwangsmaßnahmen bewirken zwar eine schnelle Verbesserung für die Tiere, beseitigen aber weder die mentalen Ursachen beim Tierhorter noch beugen sie einem Rückfall vor. Das Fördern der Selbsterkenntnis, eine zugewandte Konsequenz – also das Akzeptieren der Persönlichkeit des Tierhorters, aber das Nichtdulden von Tierschutzverstößen –, regelmäßige Nachkontrollen, individuelles Vorgehen und die Zusammenarbeit der Veterinärämter mit anderen Behörden, sozialen Einrichtungen und Tierschutzorganisationen sind notwendig, um Problemfälle dauerhaft zu lösen.

### Kosten
Die Kosten von Tierhortungsfällen lassen sich meist nur grob abschätzen. Neben den Aufwendungen der Veterinärämter müssen häufig weitere Behörden (in fast 40 % der deutschen Fälle die Polizei) eingeschaltet werden. Bei der Auflösung solcher Tierhaltungen kommen darüber hinaus Kosten der Unterbringung in Tierheimen, deren Kapazität zur Aufnahme größerer Tierzahlen allerdings selten ausreicht, sowie Kosten für tierärztliche Behandlungen, Schädlingsbekämpfung, Gerichtsverfahren usw. hinzu. In der deutschen Studie wurden im Mittel 8.863 Euro pro Verfahren aufgewendet. Die Gesamtkosten deutschlandweit werden auf einen zweistelligen Millionenbetrag geschätzt. In den Vereinigten Staaten können für unkomplizierte Fälle schon Kosten von mehreren Tausend US-Dollar entstehen, für komplizierte Verfahren über 100.000 US-Dollar.

## Psychosoziale Betreuung
Die fehlende Zuordnung des Tierhortens zu einer der anerkannten psychischen Störungen führt häufig zu einer Verzögerung der Einbeziehung sozialer, psychotherapeutischer oder psychiatrischer Einrichtungen. Aufgrund des starken Hangs zu den Tieren ist es problematisch, ein sofortiges Wegnehmen der Tiere zu veranlassen.
Die Einleitung von Betreuungs- und Therapiemaßnahmen setzt allerdings das Einverständnis und den Willen des Tierhorters voraus. In der deutschen Studie war in 88 % der Fälle zumindest eine Gesprächsbereitschaft zu erkennen. In über einem Drittel der Fälle wurde seitens des Amtstierarztes eine seelische Störung vermutet. Die Betreuung durch den sozialpsychiatrischen Dienst wurde aber von den meisten Tierhortern abgelehnt, nur in 18 % der Fälle erklärten sich die Betroffenen zu einer solchen Maßnahme bereit.
Die Komplexität der Ursachen erschwert die Betreuung und Problemlösung und ist für die hohen Rückfallraten verantwortlich. Zunächst müssen eventuell vorliegende psychische oder psychiatrische Grunderkrankungen erkannt und gegebenenfalls behandelt werden. Die Motivierende Gesprächsführung ist eine der Möglichkeiten zur Lösung von Tierhortungsfällen. Jeder Fall muss aber individuell und unvoreingenommen analysiert werden, spezielle Möglichkeiten zur Intervention und Therapie der Tierhortung sind bislang nicht publiziert.